# Autobuses Urbanos de Palencia

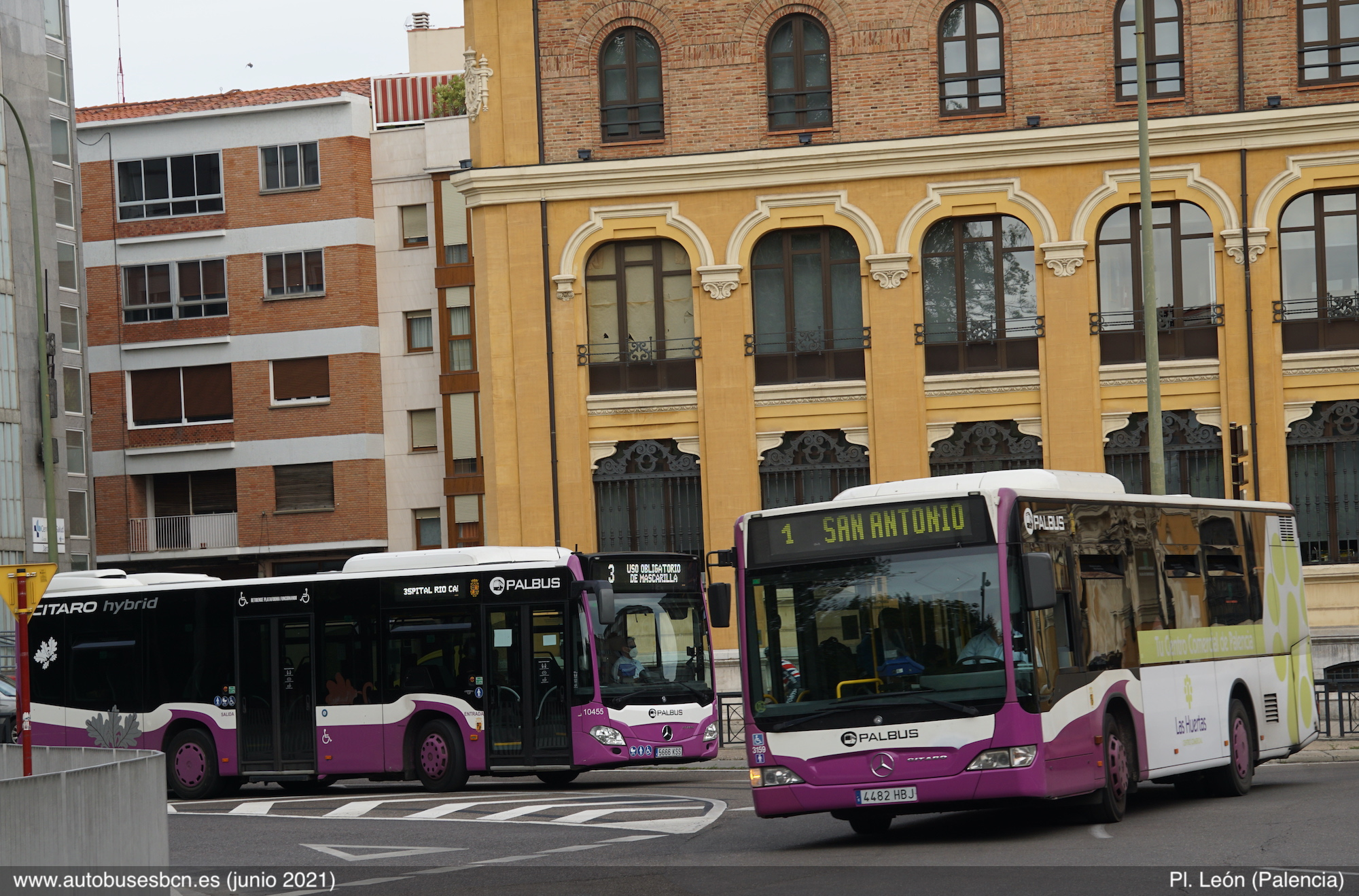
Líneas 1 y 3 en la Pl. León, junio 2021

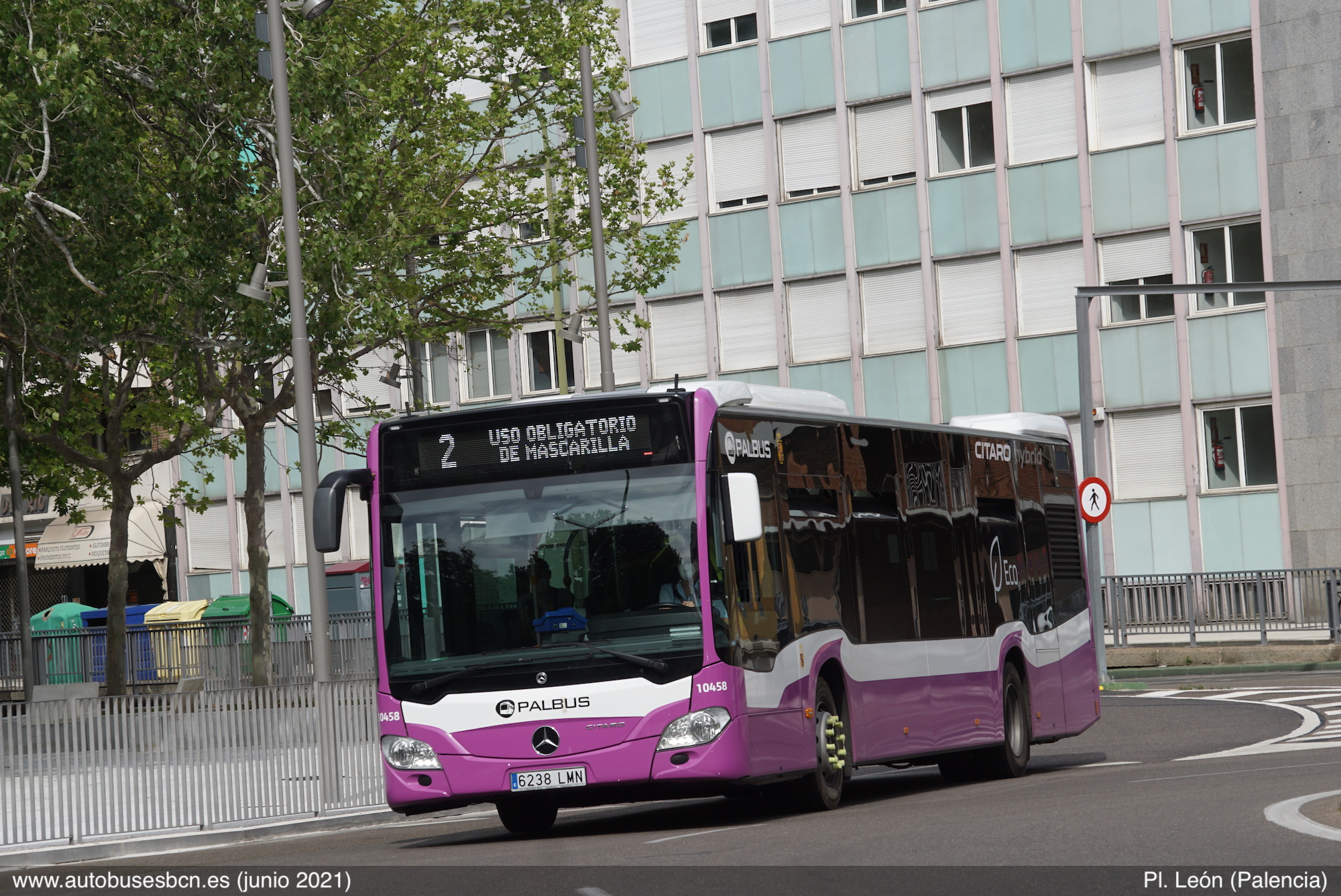
Línea 2 en la Pl. León, junio 2021

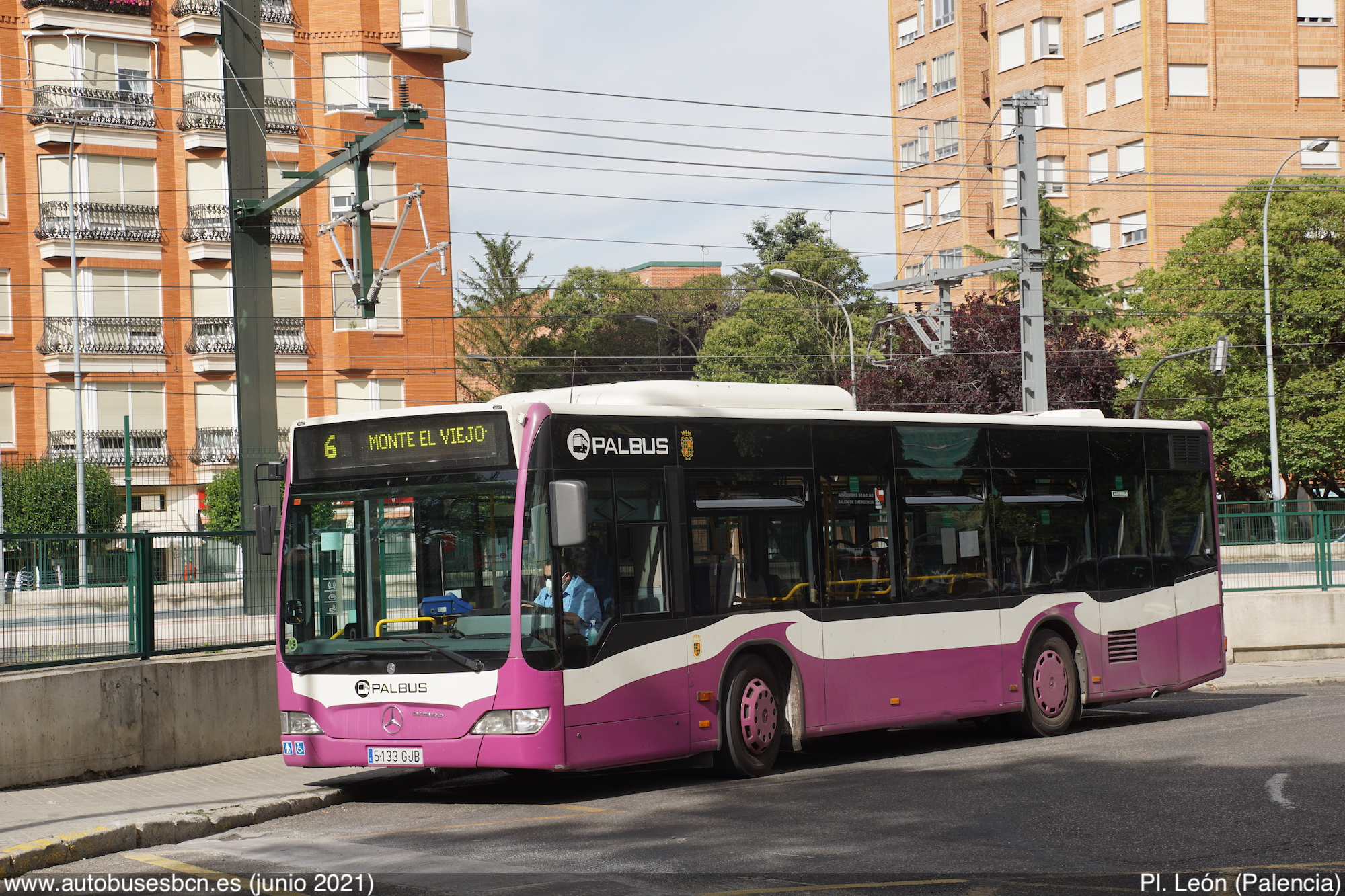
Línea 6 en espera para entrar en Pl. León (Palencia), junio 2021

Los Autobuses Urbanos de Palencia son el único medio de transporte público en la ciudad de Palencia, operado por la empresa Palbus desde el 7 de junio de 2014. Cuenta con 5 líneas regulares, 1 estival y 1 especial para la festividad de Todos los Santos.

## Detalles del servicio
La ciudad cuenta con 5 líneas de servicio diario durante todo el año, gestionadas por la empresa Palbus, empresa formada por la cooperación del Ayuntamiento de Palencia, Alsa y La Regional VSA.  
El 100% de los autobuses de palencia son de piso bajo y el 88% dispone de rampa de acceso para sillas de ruedas. La mayoría de los autobuses son híbridos. La flota es joven, y es renovada cada poco tiempo. 
Hay 16 postes en las paradas, con información dinámica de la hora de paso de los autobuses, además de una aplicación móvil (PALBUS - Buses de Palencia) para consultar los tiempos de llegada. Disponible para Android Disponible para Ios

## Historia
En junio de 2014 el alcalde implantó un nuevo sistema de autobuses gestionado por la empresa Palbus. Las frecuencias van desde los 15 minutos en las líneas principales, hasta los 60 minutos en otras líneas. 
Algunas de las mejoras realizadas en junio de 2014 fueron la propuesta de un bus Búho, con una línea que no se llegó a imponer tras las quejas del colectivo taxista de la ciudad, mayor facilidad en los horarios, servicio Wi-Fi en todos los vehículos, instalación de nuevas marquesinas y postes, y nudos o zonas de conexión muy importante entre líneas, como la parada de la Plaza de León donde confluyen todas las líneas.
El verano, otoño e invierno de 2014 el número de quejas aumento desmesuradamente, se conoció que el 90% de los usuarios estaban descontentos con el nuevo servicio alegando retrasos y colapsos de gente en algunos autobuses, los conductores también presentaron sus quejas ante la obligación de recorrer en algunos casos enormes distancias en poco tiempo, lo cual propinaba más retrasos aún. En diciembre de 2014 se llevaron a cabo nuevos cambios en los autobuses para su mejora y satisfacción de los clientes. Las líneas 2,3,4 y 5 se intercambiaron algunas paradas, la línea 3 incluyó un recorrido diferente, y nuevos sistemas inteligentes en los autobuses, que anuncia la próxima parada en pantallas de TV.
En marzo de 2017 comienza la circulación del primer autobús híbrido en la Línea 1.
Los trabajadores en 2019 amenazaron con ir a la huelga con motivo de la falta de convenio entre ellos y la empresa.
En 2021 con la incorporación de 4 nuevos autobuses híbridos logra que más de la mitad de los autobuses de la ciudad sean híbridos.

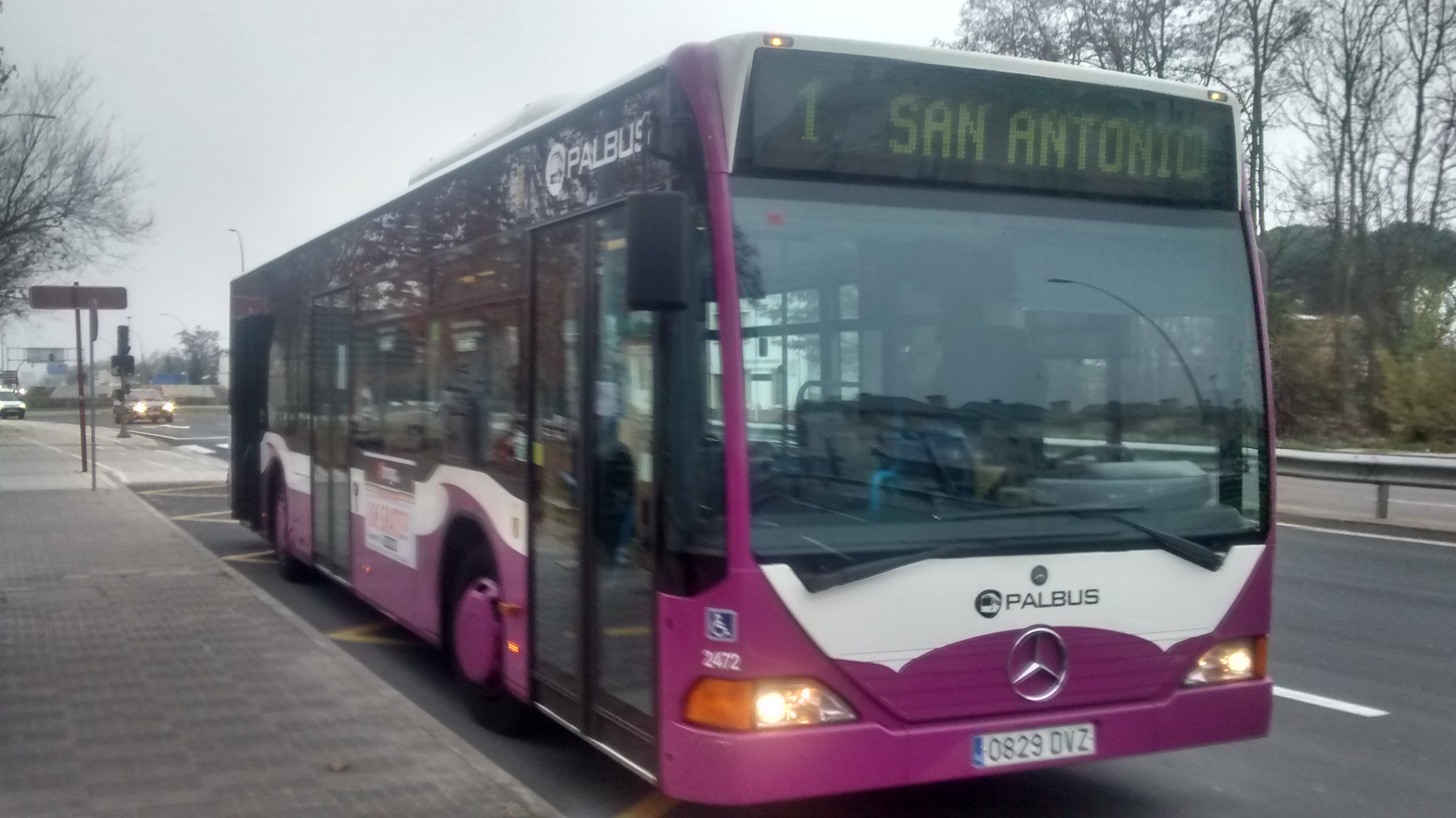
Un autobús de la línea 1 en dirección a San Antonio

## Tarifas y Bonos
Las tarifas de los Autobuses Urbanos de Palencia las convierten en una de las más  baratas de España, las tarifas y bonos son los siguientes:
- Billete Ordinario: 0,90 €
- Bonobús: 0,65 €
- Domingos y festivos: 0,90 €
- Bonobús Joven: 0,30 €
- Bonobús Familias Numerosas: 0,30 €
- Bonobús Desempleados: 0,30 €
- Bonobús Discapacitados Movilidad Reducida: 0,20 €
- Bonobús Tercera Edad: 0,20 €
- Servicios Especiales al Monte (Línea 6): 0,90 €

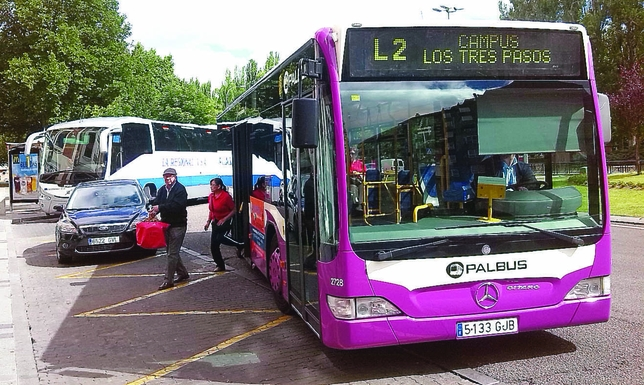
Línea 2 en la Parada de Plaza de León.

## Líneas
El servicio está compuesto por 5 líneas regulares, 1 estival y 1 especial para la festividad de Todos los Santos.
| Línea    | Recorrido                                        | Horario laborables (I)                                              | Horario sábados (II)                                                | Horario domingos (III)           | Frecuencia (I/II/III)                                    | Observaciones |
| -------- | ------------------------------------------------ | ------------------------------------------------------------------- | ------------------------------------------------------------------- | -------------------------------- | -------------------------------------------------------- | --- |
| Línea 1  | San Antonio - Campus                             | 6:40 a 22:30                                                        | 6:40 a 22:30                                                        | 8:30 a 22:30                     | 20'/20'/30'                                              | |
| Línea 2  | Camino de la Miranda - Campus                    | 6:30 a 22:50                                                        | 6:30 a 22:50                                                        | 8:15 a 22:15                     | 15-20'/20'/30'                                           | A ciertas horas finaliza e Inicia su recorrido desde la rotonda de los Tres Pasos, cabecera también de la Línea 5.                                                                           |
| Línea 3  | Hospital Río Carrión - San Telmo                 | 7:00 a 22:30                                                        | 7:00 a 22:30                                                        | 8:00 a 22:30                     | 30'/30'/30'                                              | |
| Línea 4  | Allende el Río - Polígono/ Cementerio / Sector 8 | 6:30 a 22:00                                                        | 6:30 a 22:00                                                        | 9:00 a 22:00                     | 60'/60'/60'                                              | Finaliza en el Polígono (L a S), en el Cementerio (domingos y festivos hasta las 18:00h) y en La Calle Marta Domínguez del barrio del Sector 8 (domingos y festivos a partir de las 18:00h). |
| Línea 5  | Cristo (Los Tres Pasos) - Hospital Río Carrión   | 7:00 a 21:30                                                        | 7:00 a 14:30                                                        | Sin servicio                     | 60'/60'/                                                 | Los sábados tarde, domingos y festivos no circula. |
| Línea 6  | Plaza de León - Monte el Viejo                   | 11:30 a 21:00                                                       | 11:30 a 21:00                                                       | 11:30 a 21:00                    | 60'/60'/60'                                              | La línea 6 opera desde el 15 de junio hasta el 31 de agosto, la cual realiza un servicio especial al Monte El Viejo.                                                                         |
| Línea 7  | Plaza de León - Cementerio                       | De 9:00 a 13:00 y de 15:00 a 19:00 (31 de octubre y 2 de noviembre) | De 9:00 a 13:00 y de 15:00 a 19:00 (31 de octubre y 2 de noviembre) | De 9:00 a 19:00 (1 de noviembre) | 15'(1 de noviembre) 60' (31 de octubre y 2 de noviembre) | Servicio Especial al Cementerio. Sólo disponible en Todos los Santos |
| Nocturno | Estación de Autobuses- La Yutera                 | Sin servicio                                                        | 00:30 a 5:00                                                        | 00:30 a 5:00                     | 60'/60'                                                  | No está puesta en funcionamiento ni ha llegado a estarlo, tras las quejas del colectivo taxista de la ciudad                                                                                 |